# Büsingen am Hochrhein
Büsingen am Hochrhein er en enklave og kommune på 7,62 km² med 1.455 indbyggere i den tyske delstat Baden-Württemberg. Den er imidlertid fuldstændig omsluttet af de schweiziske kantoner Schaffhausen, Zürich og Thurgau, og er således en eksklave i Schweiz.
Borgmester er Gunnar Lang (SPD).
I 1918 blev der afholdt en folkeafstemning, hvor 96 % af indbyggerne stemte for at blive en del af Schweiz. Imidlertid skete dette ikke, fordi Schweiz ikke kunne tilbyde noget egnet bytteområde til Det tyske rige. Derfor forblev landsbyen en del af Tyskland. Senere initiativer for at blive en del af Schweiz er blevet afvist af schweiziske myndigheder.

## Æresborgere
- Otto Weiss, tidligere borgmester
- Alwin Güntert, tidligere kommuneråd
- Carina Schweizer, tidligere kommuneråd